# Anagyrus subnigricornis
Anagyrus subnigricornis är en stekelart som beskrevs av Ishii 1928. Anagyrus subnigricornis ingår i släktet Anagyrus och familjen sköldlussteklar.
Artens utbredningsområde är Thailand. Inga underarter finns listade i Catalogue of Life.